# 다니스지촌
다니스지촌(渓筋村)은 에히메현 히가시우와군에 설치된 촌이다. 